# Schistura procera
Schistura procera är en fiskart som beskrevs av Maurice Kottelat 2000. Schistura procera ingår i släktet Schistura och familjen grönlingsfiskar. IUCN kategoriserar arten globalt som livskraftig. Inga underarter finns listade i Catalogue of Life.